# 土居一雄
土居 一雄（どい かずお、1981年2月23日 - ）は、TBSの報道記者。

## 来歴・人物
大阪府出身。清風高校、大阪大学経済学部卒業。大学時代はラグビー部に所属、副キャプテンを務めた。その後、法学や政治学を学ぶため同大学大学院法学研究科修士課程修了。2006年、TBSテレビ入社。報道局経済部に所属し農林水産省担当、東京証券取引所担当、日本銀行担当を経て、現在はNEWS23に不定期出演。

## 担当番組
テレビ
- サンデーモーニング
- NEWS23

ラジオ

## 関連人物
- 河田潤一：大学院在籍時の指導教授
- 樽床伸二
- 姜尚中
- 大宅映子
- 岸井成格

## 同期入社
- 出水麻衣：アナウンサー
- 伊藤隆佑：アナウンサー
- 水野真裕美：アナウンサー・人事労政局